# Sociedad Deportiva Amorebieta
La Sociedad Deportiva Amorebieta és un club de futbol de basc, del poble d'Amorebieta-Etxano, a Biscaia. Va ser fundat el 1925 i juga a Segona Divisió.

## Uniforme
- Uniforme titular: Samarreta, pantaló i mitges blaves.
- Uniforme alternatiu: Samarreta negra amb detalls verds i pantalons i mitges negres.

## Estadi
L'SDA juga els seus partits com a local al Camp Municipal d'Urritxe. En aquesta ubicació es va crear el primer equip de futbol d'Amorebieta l'any 1915, encara abans de néixer la SDA. Urritxe ha estat tradicionalment un camp de terra, i aquí ha jugat l'SDA fins a dates recents.
El 1999 es construeix a escassos 200 metres d'Urritxe el Camp de Futbol de Txolon, de gespa artificial. La SDA va passar a jugar en aquest camp el 2000 mentre s'enderrocava el vell camp d'Urritxe i es construïa en el seu lloc un nou i modern camp de futbol, amb gespa natural.
Des de 2002 l'SDA juga al Nuevo Urritxe. Posseeix unes dimensions de 102x64 metres i una capacitat aproximada de 3.000 espectadors.

## Dades del club
- Temporades a Primera: 0
- Temporades a Segona A: 1 (actual)
- Temporades a Segona B: 10
- Temporades a Tercera: 36
- Millor posició a la lliga: 1r (Tercera, temporada 2010-11)
- President: Ion Larrea González.

## Jugadors

### Plantilla 2024-25
A 4 març 2024.
| N. | Pos. | Nac. | Jugador                               |
| -- | ---- | --- | ------------------------------------- |
| 1  | POR  | [[Fitxer:Flag of the Basque Country.svg\|23x15px\|border \|alt=País Basc\|link=Selecció de futbol del País Basc\|{{#if:\|]]  | Unai Marino                           |
| 2  | DEF  | [[Fitxer:Flag of Spain.svg\|23x15px\|border \|alt=Espanya\|link=Selecció de futbol d'Espanya\|{{#if:\|]]                     | Jorge Mier                            |
| 3  | DEF  | [[Fitxer:Flag of the Basque Country.svg\|23x15px\|border \|alt=País Basc\|link=Selecció de futbol del País Basc\|{{#if:\|]]  | Xabi Etxeita                          |
| 5  | DEF  | [[Fitxer:Flag of the Basque Country.svg\|23x15px\|border \|alt=País Basc\|link=Selecció de futbol del País Basc\|{{#if:\|]]  | Unai Bustinza                         |
| 6  | MIG  | [[Fitxer:Flag of Venezuela.svg\|23x15px\|border \|alt=Veneçuela\|link=Selecció de futbol de Veneçuela\|{{#if:\|]]            | Jorge Yriarte (cedit per la SD Eibar) |
| 7  | MIG  | [[Fitxer:Flag of the Basque Country.svg\|23x15px\|border \|alt=País Basc\|link=Selecció de futbol del País Basc\|{{#if:\|]]  | Josué Dorrio                          |
| 8  | MIG  | [[Fitxer:Flag of the Basque Country.svg\|23x15px\|border \|alt=País Basc\|link=Selecció de futbol del País Basc\|{{#if:\|]]  | Erik Morán                            |
| 9  | DAV  | [[Fitxer:Flag of the Basque Country.svg\|23x15px\|border \|alt=País Basc\|link=Selecció de futbol del País Basc\|{{#if:\|]]  | Eneko Jauregi                         |
| 10 | MIG  | [[Fitxer:Flag of Australia (converted).svg\|23x15px\|border \|alt=Austràlia\|link=Selecció de futbol d'Austràlia\|{{#if:\|]] | Ryan Edwards                          |
| 11 | MIG  | [[Fitxer:Flag of the Basque Country.svg\|23x15px\|border \|alt=País Basc\|link=Selecció de futbol del País Basc\|{{#if:\|]]  | Iker Seguín (capità)                  |
| 13 | POR  | [[Fitxer:Flag of the Basque Country.svg\|23x15px\|border \|alt=País Basc\|link=Selecció de futbol del País Basc\|{{#if:\|]]  | Jonmi Magunagoitia                    |
| 14 | MIG  | [[Fitxer:Bandera de Navarra.svg\|23x15px\|border \|alt=Navarra\|link=Selecció de futbol de Navarra\|{{#if:\|]]               | Javi Eraso                            |

| N. | Pos. | Nac. | Jugador                                  |
| -- | ---- | --- | ---------------------------------------- |
| 15 | DEF  | [[Fitxer:Flag of the Basque Country.svg\|23x15px\|border \|alt=País Basc\|link=Selecció de futbol del País Basc\|{{#if:\|]]                    | Álvaro Núñez                             |
| 16 | DEF  | [[Fitxer:Flag of Spain.svg\|23x15px\|border \|alt=Espanya\|link=Selecció de futbol d'Espanya\|{{#if:\|]]                                       | Daniel Lasure                            |
| 17 | MIG  | [[Fitxer:Flag of Spain.svg\|23x15px\|border \|alt=Espanya\|link=Selecció de futbol d'Espanya\|{{#if:\|]]                                       | Rayco Rodríguez                          |
| 19 | DAV  | [[Fitxer:Flag of Curaçao.svg\|23x15px\|border \|alt=Curaçao\|link=Selecció de futbol de Curaçao\|{{#if:\|]]                                    | Jürgen Locadia                           |
| 20 | MIG  | [[Fitxer:Flag of Ghana.svg\|23x15px\|border \|alt=Ghana\|link=Selecció de futbol de Ghana\|{{#if:\|]]                                          | Kwasi Sibo                               |
| 21 | MIG  | [[Fitxer:Flag of Catalonia.svg\|23x15px\|border \|alt=Catalunya\|link=Selecció de futbol de Catalunya\|{{#if:\|]]                              | Àlex Carbonell                           |
| 22 | MIG  | [[Fitxer:Flag of the Basque Country.svg\|23x15px\|border \|alt=País Basc\|link=Selecció de futbol del País Basc\|{{#if:\|]]                    | Jon Morcillo (cedit per l'Athletic Club) |
| 23 | DAV  | [[Fitxer:Flag of the Basque Country.svg\|23x15px\|border \|alt=País Basc\|link=Selecció de futbol del País Basc\|{{#if:\|]]                    | Iker Unzueta (cedit pel FC Vizela)       |
| 24 | DEF  | [[Fitxer:Flag of the Balearic Islands.svg\|23x15px\|border \|alt=Illes Balears\|link=Selecció de futbol de les Illes Balears\|{{#if:\|]]       | Josep Gayá (cedit pel RCD Mallorca)      |
| 28 | DEF  | [[Fitxer:Flag of Spain.svg\|23x15px\|border \|alt=Espanya\|link=Selecció de futbol d'Espanya\|{{#if:\|]]                                       | Félix Garreta (cedit pel Reial Betis)    |
| 29 | DAV  | [[Fitxer:Flag of Spain.svg\|23x15px\|border \|alt=Espanya\|link=Selecció de futbol d'Espanya\|{{#if:\|]]                                       | Ángel Troncho (cedit per la SD Eibar)    |
| 30 | POR  | [[Fitxer:Flag of the Valencian Community (2x3).svg\|23x15px\|border \|alt=País Valencià\|link=Selecció de futbol del País Valencià\|{{#if:\|]] | Pablo Cuñat (cedit pel Llevant UE)       |